# ФК Љубић
Фудбалски клуб Љубић из Прњавора у Републици Српској члан је Прве лиге Републике Српске у фудбалу

## Историја
Клуб је основан 1946. године и до 1991. године није имао велики значај у фудбалском свету СФРЈ. Са распадом Југославије, овај клуб је коначно успео да се достигне јавности, а и грба којег до тада није имао. Започео је 1992. године у Другој лиги Републике Српске, затим је 1993. године прешао у Прву лигу Републике Српске. Године 1996. напушта Прву лигу, али се следеће сезоне враћа.Тренутно је у Првој лиги Републике Српске. Игра на Градском Стадиону „Борик“ у Прњавору, на северу града, капацитета око 2500 места

## Тренутни састав
Ажурирано 17. 4. 2021.
| Бр. |                     | Позиција | Играч              |
| --- | ------------------- | -------- | ------------------ |
| 1   | Босна и Херцеговина | Г        | Деан Вуковић       |
| 2   | Босна и Херцеговина | О        | Стефан Радаковић   |
| 3   | Босна и Херцеговина | О        | Никола Вајукић     |
| 4   | Босна и Херцеговина | О        | Немања Радоњић     |
| 5   | Босна и Херцеговина | О        | Борис Жижак        |
| 6   | Босна и Херцеговина | С        | Борис Јагодић      |
| 7   | Босна и Херцеговина | Н        | Данко Сегић        |
| 8   | Босна и Херцеговина | С        | Јован Милановић    |
| 9   | Босна и Херцеговина | Н        | Александар Жижак   |
| 10  | Босна и Херцеговина | С        | Срђан Мрзић        |
| 11  | Босна и Херцеговина | С        | Душко Субић        |
| 12  | Босна и Херцеговина | Г        | Михаило Тривичевић |
| 13  | Босна и Херцеговина | С        | Драган Југовић     |

| Бр. |                     | Позиција | Играч                         |
| --- | ------------------- | -------- | ----------------------------- |
| 14  | Босна и Херцеговина | С        | Стефан Граховац               |
| 15  | Босна и Херцеговина | О        | Видосав Мушић                 |
| 16  | Босна и Херцеговина | Н        | Милован Новаковић             |
| 17  | Босна и Херцеговина | О        | Милош Тодорић                 |
| 18  | Босна и Херцеговина | С        | Андреј Боснић                 |
| 19  | Босна и Херцеговина | О        | Филип Свјетлановић            |
| 20  | Босна и Херцеговина | С        | Владанко Комленовић           |
| 21  | Босна и Херцеговина | С        | Михајло Амиџић                |
| 22  | Босна и Херцеговина | Г        | Вања Кнежевић                 |
| 23  | Босна и Херцеговина | О        | Милош Драча                   |
| 24  | Босна и Херцеговина | Н        | Александар Легеновић          |
| 25  | Босна и Херцеговина | О        | Зоран Ковачевић               |
| —   | Гамбија             | Н        | Јалоу (на позајмици из Борца) |

## Стручни Штаб
- Милорад Сегић (Тренер)

### Познати играчи
- Дејан Плиснић
- Драгомир Продановић
- Александар Његомировић
- Србољуб Николић
- Никола Зељковић
- Зоран Декет
- Горан Декет
- Синиша Благојевић
- Игор Поповић
- Мирослав Ђураш
- Ненад Гајић
- Синиша Пеулић
- Синиша Демоњић
- Малиша Демоњић
- Младен Ћурић
- Далибор Томаш
- Александар Раилић
- Милан Балабан
- Славољуб Дујаковић
- Љубиша Пезер
- Синиша Мркобрада
- Милан Кљунић
- Бојан Симић
- Младен Бобар
- Данко Сегић
- Драган Татаревић
- Марко Растовић
- Бранко Дакић
- Желимир Гатарић
- Саво Милојевић
- Владимир Анчић
- Борис Жижак
- Александар Жижак
- Веселин Видовић
- Маринко Шешић